# Weston Longville
Weston Longville is een civil parish in het bestuurlijke gebied Broadland, in het Engelse graafschap Norfolk met 339 inwoners.